# Prizonizacja
Prizonizacja – proces przystosowania się człowieka (osadzonego) do warunków panujących w zakładzie karnym lub areszcie śledczym. Polega na przyswojeniu wartości, norm i wzorów zachowania, które występują w społeczności więziennej. Dotyczą one np. spożywania posiłków, ubierania się, zachowania względem więziennej administracji, czy posługiwania się gwarą więzienną. Koncepcję prizonizacji stworzył amerykański socjolog i funkcjonariusz więzienny Donald Clemmer.
Wpływ na przebieg procesu prizonizacji mają: doświadczenie z wcześniejszych skazań; czas pozbawienia wolności; związek osadzonego ze światem zewnętrznym; stopień akceptacji środowiska więziennego; stopień identyfikacji z grupą przestępczą.
Przyjęcie zasad panujących w zakładzie karnym lub areszcie śledczym służy łagodzeniu dolegliwości związanych z pozbawieniem wolności. Integracja z nieformalnym środowiskiem więziennym oraz utrwalenie norm i wzorów zachowań przestępczych mogą jednak doprowadzić do bezkrytycznej akceptacji przestępczości. Czynniki powstrzymujące prizonizację to: niski wymiar kary; niezależna osobowość osadzonego i jego pozytywne związki ze światem przed pozbawieniem wolności; praca, nauczanie, działalność kulturalna i sportowa.
Pojęcia tego nie należy mylić ze wskaźnikiem prizonizacji, który oznacza liczbę skazanych na karę pozbawienia wolności, przypadającą na 100 tys. mieszkańców. W przypadku Polski wskaźnik ten wzrósł ze 106 w 1989 roku, do 235 w 2006 roku. W latach 2008–2010 wynosił średnio 228 i był wyższy od średniej państw Unii Europejskiej (137).